# Bipolaris nicotiae
Bipolaris nicotiae är en svampart som först beskrevs av Mouch., och fick sitt nu gällande namn av Alcorn 1983. Bipolaris nicotiae ingår i släktet Bipolaris och familjen Pleosporaceae.   Inga underarter finns listade i Catalogue of Life.